# 사춘기여 안녕
"사춘기여 안녕"은 한국에서 제작된 김수용 감독의 1962년 영화이다. 강신성일 등이 주연으로 출연하였고 정화세 등이 제작에 참여하였다.

## 출연

### 주연
- 강신성일
- 최지희
- 김운하
- 남양일

## 기타
- 조명: 변중식
- 미술: 홍성칠